# Psychotria diversinodula
Psychotria diversinodula är en måreväxtart som först beskrevs av Bernard Verdcourt, och fick sitt nu gällande namn av Bernard Verdcourt. Psychotria diversinodula ingår i släktet Psychotria och familjen måreväxter. Inga underarter finns listade i Catalogue of Life.